# Little Salkeld
Little Salkeld är en ort i civil parish Hunsonby i grevskapet Cumbria i England. Orten är belägen 8 km från Penrith. Parish hade 91 invånare år 1931. Little Salkeld var en civil parish 1866–1934 när det uppgick i Hunsonby.